# JamParáda
JamParáda (někdy též Jamparáda) je soutěžní klání o nejchutnější zavařeninu, které se koná v Kunraticích ve Frýdlantském výběžku na severu České republiky.

## Historie
Téma soutěže odkazuje ke zdejší společnosti Carla Christiana Leubnera, který roku 1880 v Kunraticích založil lisovnu ovoce a ovocných vín. Firmě se dařilo a Leubnerův syn Heinrich výrobnu rozšířil o pět ovocných lisů, jež poháněly parní stroje a současně využíval též vakuové kádě k výrobě marmelád. Produkce společnosti Leubners Sohn Erste Nordböhmische Obst und Beerenkelterrei se i díky blízkosti železniční tratě z Frýdlantu do Heřmanic vyvážela jak do celého Rakousko-Uherska, tak také do zahraničí (například do Paříže). Produkce marmelád skončila okolo druhé světové války, kdy musela rodina majitelů v rámci poválečného odsunu odejít.
První ročník JamParády se konal roku 2013 a účastníci dodali 59 vzorků. O rok později narostl počet zavařenin na 152 (dodalo je 70 soutěžících) a roku 2015 do klání dodalo 129 soutěžících celkem 395 různých vzorků svých produktů. Účastníci, jež poslali své vzorky do soutěže, pocházeli jak z Frýdlantského výběžku, tak také například z Prahy či Znojma, ale též ze zahraničí, z Německa nebo ze španělského ostrova Lanzarote (součást Kanárských ostrovů). V roce 2016 se klání zúčastnily i výrobky Čechů pobývajících na Filipínách. Díky počtu zúčastněných je akce největší svého druhu v České republice.

### Počty účastníků a vzorků
| Ročník | Počet účastníků | Počet vzorků |
| ------ | --------------- | ------------ |
| 2013   | 29              | 59           |
| 2014   | 70              | 152          |
| 2015   | 129             | 395          |
| 2016   | 126             | 451          |
| 2017   | 167             | 470          |
| 2018   |                 | 536          |
| 2019   |                 |              |
| 2020   |                 |              |
| 2021   |                 | 386          |
| 2022   | 246             | 693          |

## Průběh soutěže
Soutěžní vzorky lze zasílat po celý rok a vždy na podzim proběhne jejich vyhodnocení. Základem jsou čtyři kategorie zavařenin, a sice bobuloviny, peckoviny, jádroviny a exotické. Pokud se v jedné kategorii sejde více než šest vzorků z téže základní suroviny od více než tří soutěžících, automaticky vznikne nová kategorie. V případě, že do některé z kategorií přijde více než dvacet vzorků z totožné základní suroviny a nejméně deset je směsových a dalších deset čistých, rozdělí se tato kategorie na směsi a čisté marmelády. V roce 2015 tak například bylo třicet kategorií.
Hodnocení provádějí zvlášť jak diváci a návštěvníci finálového klání, tak separátně též pětičlenná porota skládající se z významných občanů Kunratic a Frýdlantu. Porotci každý vzorek hodnotí naslepo, bez znalosti z čeho je vyroben, podle čtyř kritérií, a sice dle jeho konzistence, zbarvení, vůně a chuti. V každé z kategorií udělují od jednoho do deseti bodů. Každý ze vzorků tak mohl získat od 20 do 200 bodů. Diváci zavařeniny hodnotili pouze dle osobního vkusu.
Ve všech kategoriích jsou pak nakonec vyhlášena první tři místa.